# 水野雅昭
水野 雅昭（みずの まさあき、1980年3月4日 - ）は、日本のドラマー、作曲家、音楽プロデューサー。

## 来歴
ベルギーのブリュッセルにて生まれ、幼少期に愛知県名古屋市へ移住。
10代の頃にドラマーの母親の友人でもあるベルギーの有名ドラマーに出会い、ドラムを始める。以降3年間師事。日本では菅沼孝三に師事。2012年までSpank Pageのドラムとして活動。以降はセッション・ミュージシャンとして活動中。現在のサポートは、矢井田瞳、Spank Page、Hermann H.&The Pacemakers、MO'SOME TONEBENDER、百々和宏など多岐に渡る。作曲家としても活動しており、Poet-type.M（門田匡陽）のアルバム収録曲のうち4曲を提供している。

## 人物
親戚に著名な映画評論家がいる。尊敬するドラマーはジョーイ・ワロンカー。
ステージドリンクは一時期バーボン・ウイスキーであった。現在は演奏に支障が出るため、水で割っている。中学・高校と柔道をやっており、実力は段位保持者。得意技は背負投。
元HOLIDAYS OF SEVENTEENの三浦太郎と親交が深い。三浦とは一度飲みの場で絡まれ喧嘩しているが、一撃で倒したために三浦にはその記憶がない。
縄跳びを得意としており、地元の大会で二重跳び100回の大会記録で優勝している。
ゲーム好きで、ソーシャルゲームをいくつかやっている。ニューヨークゾンビでは最高世界ランク9位の実力を持つ。
大のあんかけスパゲッティ好き。洋服好きで、好んで着ているのはATO、KRISVANASSCHE、JULIUS。

## 使用機材
使用ドラムセットはSONOR FORCE3000, Hayman, LUDWIG（70年台）, Premier（70年台）。他にもヴィンテージ機材を好んで使用している。

## ディスコグラフィ
| タイトル           | アーティスト | 参加形態     | リリース日   |
| ------------------ | ------------ | ------------ | ------------ |
| 夜しかない街の物語 | Poet-type.M  | 作曲、ドラム | 2015年7月1日 |